# 斯科特·威廉姆斯
斯科特·威廉姆斯（英語：Scott Williams；1990年10月10日—）是一位威爾斯橄欖球運動員。他是威爾斯國家橄欖球隊的一員，代表威爾斯參加了2015年世界盃橄欖球賽。